# Stroemiellus
Stroemiellus là một chi nhện trong họ Araneidae.

## Hình ảnh

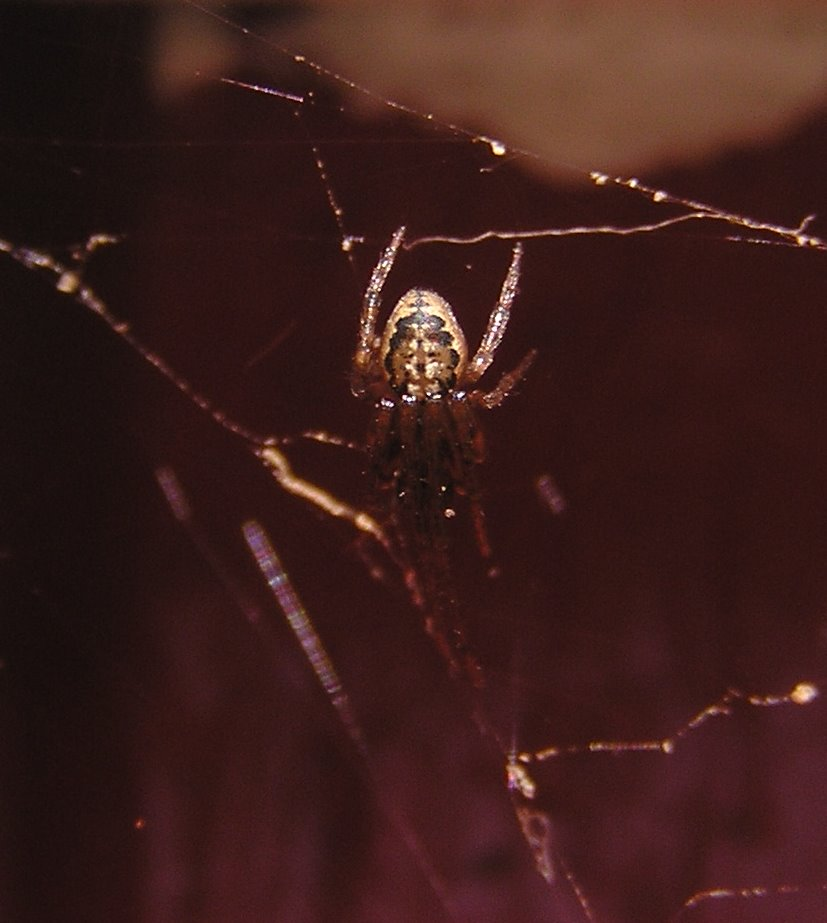
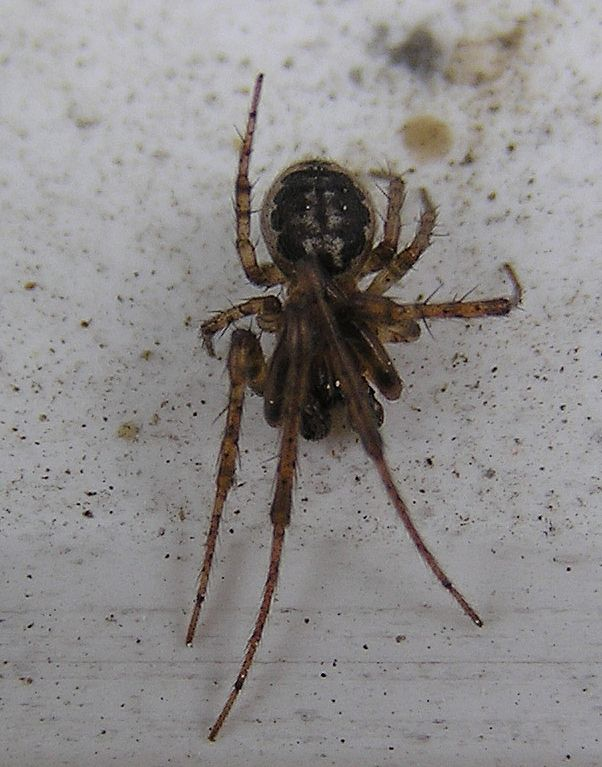